# Skivehus amt
Skivehus amt (danska: Skivehus Amt) var ett amt på den norra delen av halvön Jylland i Danmark. Amtet omfattade ett område kring halvön Salling, inklusive ön Fur i Limfjorden. Residensstaden Skive var amtets enda stad.

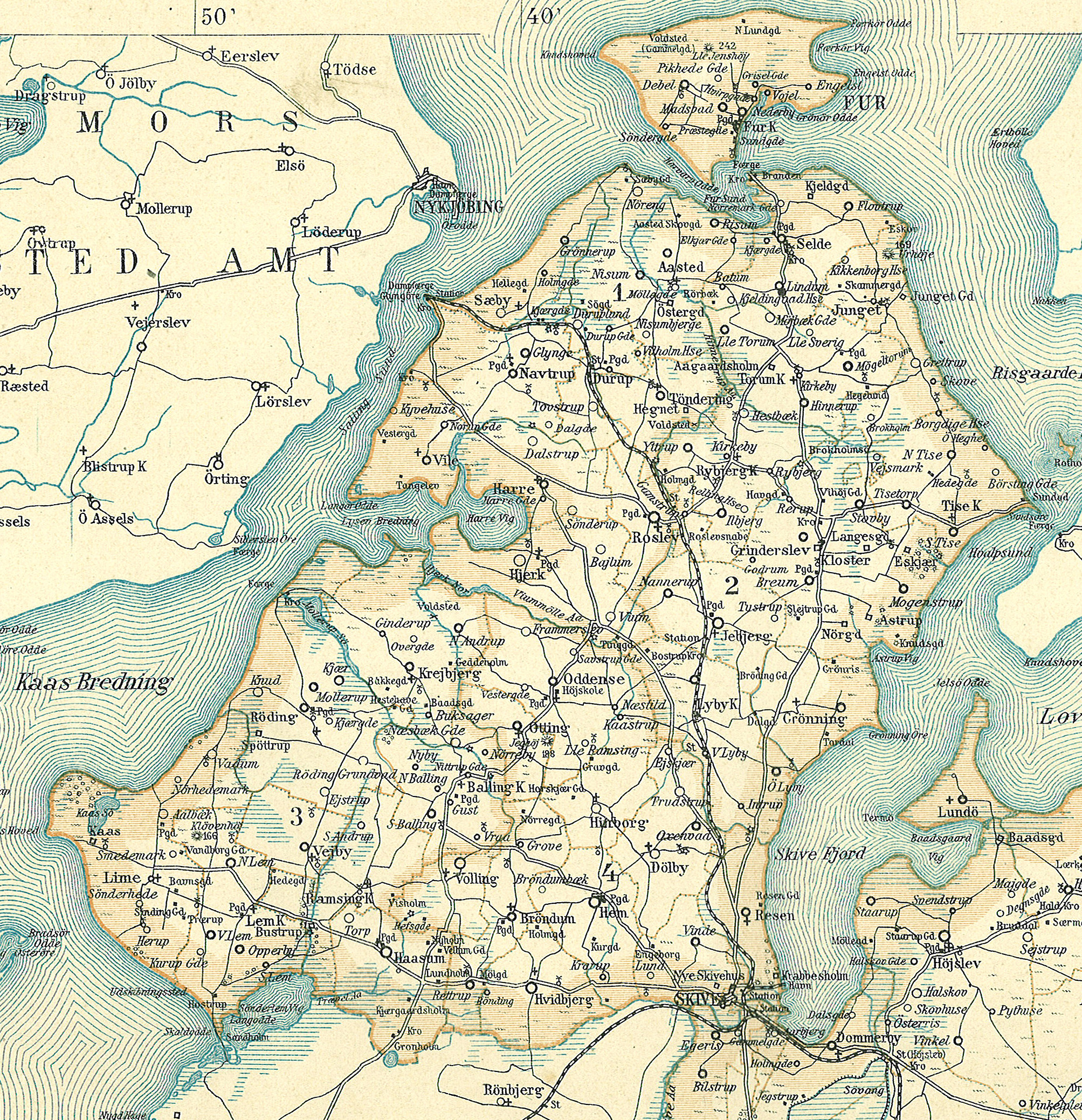
Karta över området kring halvön Salling, som mellan 1662 och 1793 utgjorde Skivehus amt.

## Administrativ historik
Skivehus amt bildades när Danmarks län ersattes av amt 1662 och ersatte då det dåvarande slottslänet Skivehus län.
Amtet upphörde i samband med amtsreformen 1793 då det, tillsammans med Halds amt och delar av Dronningborgs och Silkeborgs amt, blev en del av det då nybildade Viborgs amt. Sedan kommunreformen 2007 tillhör området Region Mittjylland.

## Härader
Skivehus amt omfattade fyra härader:
- Harre härad
- Hindborgs härad
- Nørre härad
- Røddings härad